# جایزه بزرگ ایتالیا ۲۰۱۵
جایزه بزرگ ایتالیا ۲۰۱۵ (انگلیسی: ‎2015 Italian Grand Prix‎) یک مسابقهٔ موتوری در رشتهٔ اتومبیل‌رانی فرمول یک بود که در تاریخ ۶ سپتامبر ۲۰۱۵ در پیست ناتزیوناله مونتزا واقع در مونتزا، لمباردی، ایتالیا برگزار شد. این گراند پری در میان ۱۹ گراند پری در فصل ۲۰۱۵، مسابقهٔ شمارهٔ ۱۲ بود.
در این مسابقه که در ۵۳ دور و به مسافت ۳۰۶٫۷۲۰ کیلومتر (۱۹۰٫۵۸۷ مایل) برگزار شد، پول پوزیشن توسط لوئیز همیلتون کسب شد و سریع‌ترین زمان برای طی یک دور پیست که برابر با ۱:۲۶٫۶۷۲ بود نیز توسط لوئیز همیلتون به ثبت رسید.
لوئیز همیلتون از تیم مرسدس، سباستیان فتل از تیم فراری و فلیپه ماسا از تیم ویلیامز-مرسدس به‌ترتیب مقام‌های اول تا سوم مسابقه را کسب کردند.

## رده‌بندی قهرمانی پس از مسابقه
|       | جایگاه | راننده        | امتیاز |
| ----- | ------ | ------------- | ------ |
|       | ۱      | لوئیز همیلتون | ۲۵۲    |
|       | ۲      | نیکو رزبرگ    | ۱۹۹    |
|       | ۳      | سباستیان فتل  | ۱۷۸    |
| ۱     | ۴      | فلیپه ماسا    | ۹۷     |
| ۱     | ۵      | کیمی رایکونن  | ۹۲     |
| منبع: |        |               |        |

|       | جایگاه | سازنده            | امتیاز |
| ----- | ------ | ----------------- | ------ |
|       | ۱      | مرسدس             | ۴۵۱    |
|       | ۲      | فراری             | ۲۷۰    |
|       | ۳      | ویلیامز-مرسدس     | ۱۸۸    |
|       | ۴      | رد بول ریسینگ-رنو | ۱۱۳    |
| ۱     | ۵      | فورس ایندیا-مرسدس | ۶۳     |
| منبع: |        |                   |        |

یادداشت
- تنها پنج جایگاه نخست از هر رده‌بندی نمایش داده شده‌است.